# CRAM-MD5
В криптографии, CRAM-MD5 является механизмом аутентификации вида запрос-ответ (англ. challenge-response authentication mechanism, отсюда «CRAM»), определенному в RFC 2195, основанному на алгоритме HMAC-MD5 MAC. Он используется некоторыми реализациями Simple Authentication and Security Layer (SASL).

## Протокол
1. Запрос: В аутентификации CRAM-MD5 сервер первый посылает строку запроса клиенту.
2. Ответ: Клиент отвечает строкой, созданной следующим образом.
  1. Запрос был послан как строка, закодированная в base64, которая декодируется.
  2. Декодированный запрос зашифрован HMAC-MD5 паролем пользователя в качестве секретного ключа.
  3. Зашифрованный запрос преобразовывается в строку шестнадцатеричных цифр.
  4. Имя пользователя и пробельный символ присоединяются спереди к шестнадцатеричным цифрам.
  5. Результат объединения затем кодируется base64 и посылается серверу.
3. Сравнение: Сервер использует тот же метод для вычисления ожидаемого ответа. Если полученный ответ и ожидаемый ответ совпадают, то аутентификация пройдена успешно.